# Fack ju Göhte
Fack ju Göhte (absichtliche Falschschreibung von Fuck you, Goethe) ist eine Komödie von Bora Dagtekin. In Deutschland hatte sie mit etwa 5,6 Millionen die meisten Kinobesucher im Filmjahr 2013 und bis Juli 2014 über 7 Millionen Besucher. Die Hauptrollen spielen Elyas M’Barek und Karoline Herfurth, die Nebenrollen die Nachwuchsschauspieler Max von der Groeben und Jella Haase. Produziert wurde  Fack ju Göhte von der Rat Pack Filmproduktion gemeinsam mit Constantin Film. Dem Film folgten in der Fack-ju-Göhte-Filmreihe zwei weitere Teile. 2016 entstand mit No Manches Frida eine mexikanische Neuverfilmung.

## Handlung
Der Bankräuber Zeki Müller wird aus dem Gefängnis entlassen. Er macht sich auf die Suche nach der Beute seines letzten Raubzuges, um seine bei dem Bordellbetreiber Attila aufgelaufenen Schulden zu begleichen. Zekis Freundin Charlie hatte dreizehn Monate zuvor das Geld auf einer Baustelle vergraben, in der Annahme, dort würden nur Rohre verlegt. Zeki lokalisiert die Beute mittels GPS unter einer neu errichteten Turnhalle der Münchner Goethe-Gesamtschule. Um an die Beute heranzukommen, bewirbt sich Zeki um die freie Stelle des verstorbenen Hausmeisters, wird allerdings auf Grund eines Missverständnisses als Aushilfslehrer eingestellt.
Als Ingrid Leimbach-Knorr, die Lehrerin der schwierigen Klasse 10b, einen Suizidversuch unternimmt und sich aus einem Fenster im ersten Stock stürzt, überträgt Schulleiterin Gerster die Leitung der Klasse der überkorrekten Elisabeth „Lisi“ Schnabelstedt, die bisher nur als Referendarin an der Goethe-Gesamtschule arbeitete. Sie kann sich den Schülern gegenüber nicht behaupten und wird von einigen üblen Schülerstreichen zur Verzweiflung getrieben. Zeki arbeitet derweil nachts im Keller der Schule an einem Tunnel, um an die Beute zu gelangen. Damit er das notwendige Zeugnis für den Lehrauftrag bei der Schulleiterin vorlegen kann, kopiert er das von Lisi. Als diese das bemerkt, erpresst sie Zeki, damit er die völlig undisziplinierte Klasse 10b übernimmt und sie so ihre alte siebte Klasse zurückbekommt.
Mit unkonventionellen Methoden sowie mit pädagogischen Tipps von Lisi und ihrer Mitbewohnerin Caro schafft Zeki es, die 10b und insbesondere ihre Anführer, Daniel („Danger“) und Chantal, zu bändigen. Unter anderem sorgt Zeki mit einer Graffiti-Sprühaktion für Lisis Imageverbesserung. Dabei sprüht ein Schüler die titelgebende Aufschrift „Fack ju Göhte“ auf einen Zug. Zeki arrangiert auch ein Date von Lisis jüngerer Schwester Laura mit ihrem Schwarm Danger, nicht zuletzt durch die Neu-Verteilung der Julia in Romeo und Julia von Zicke Greta, welche ebenfalls in Danger verliebt ist, auf Laura, und setzt sich für die Vormundschaft Lisis für Laura ein. Zeki und Lisi kommen sich näher und verlieben sich ineinander.
Zeki findet nach nächtelanger Arbeit im Tunnel seine Beute und kann seine Schulden bei Attila bezahlen. Kurz darauf bricht eine korpulente Schülerin bei einer Übung am Sprungpferd durch den Turnhallenboden, woraufhin Lisi den Tunnel entdeckt und erkundet. Lisi belauscht Zeki bei einem Telefonat und erfährt von seiner Vergangenheit als Verbrecher, woraufhin sie den Kontakt zu ihm abbricht. Deprimiert will Zeki mit seinem ehemaligen Mithäftling Paco einen Raubüberfall begehen. Seine Freundin Charlie kann Lisi davon überzeugen, dass er sich für Lisi ändern wollte. Auch dadurch, dass Zeki ein Foto von Lisi aus ihrer Schulzeit, das er in einer Zeitkapsel im Tunnel gefunden hatte, bei einer Aktion in der Klasse als sein Motivationsbild gewählt hatte, demonstriert er ihr seine Zuneigung.
Zeki bricht den Überfall ab, als Schüler ihn überraschend ansprechen und er im Hintergrund den besprühten Zug mit der Aufschrift „Fack ju Göhte“ vorbeifahren sieht. Er besucht daraufhin Lisi mit selbst angelegten Handschellen und täuscht eine Flucht vor der Polizei vor. Kurz darauf erlöst er die verschreckte Lisi, klärt sie auf und schenkt ihr ein Kleid für das Abschlussfest in der Schule. Er gesteht der Schulleiterin, dass er gar kein Lehrer ist und dass er nicht einmal das Abitur hat. Diese möchte ihn jedoch als Lehrer behalten und stellt ihm kurzerhand ein gefälschtes Abiturzeugnis aus. Die 10b ist inzwischen dazu bereit, dem Unterricht zu folgen und zu lernen. Ihre Noten in Deutsch, vormals Fünfen oder Sechsen, sind deutlich besser geworden.

## Produktion

### Casting
Die Rolle des Zeki Müller wurde von Dagtekin für Elyas M’Barek geschrieben. Beide hatten bereits in den Fernsehserien Schulmädchen, Doctor’s Diary und Türkisch für Anfänger sowie dessen Kinoadaption zusammengearbeitet. Die Produzentin Lena Schömann lobte M’Barek für seine „unglaubliche Disziplin“, da der Schauspieler bereits Monate vor Drehstart fünfmal pro Woche mit einem Personal Trainer arbeitete und acht Kilogramm abnahm, um wie schon in Türkisch für Anfänger einen trainierten Oberkörper zu haben.
Die weibliche Hauptrolle übernahm die Grimme-Preisträgerin Karoline Herfurth, die nach Mädchen, Mädchen und der 2004 erschienenen Fortsetzung nur noch selten in Komödien zu sehen war. Lena Schömann begründete die Wahl Herfurths damit, dass sie „ein tolles Gespür für Comedy und Timing habe.“ Die Rolle der Direktorin ging an Katja Riemann, die bereits im Film zur Serie Türkisch für Anfänger einen Gastauftritt hatte. Uschi Glas ist in der Nebenrolle der ausgebrannten Lehrerin Ingrid Leimbach-Knorr zu sehen. Sie hatte bereits in einigen Teilen der Komödien-Reihe Die Lümmel von der ersten Bank (1968–1972) die Schwester der Hauptfigur Pepe Nietnagel dargestellt. Glas erzählte, Bora Dagtekin habe sich als ein Fan der „Paukerschreck“-Filme geoutet, die er mehr oder weniger auswendig könne. „Als er das Drehbuch zu Fack ju Göhte schrieb, wollte er unbedingt, dass ich die Rolle spiele.“
Eine Schülerrolle wurde an Max von der Groeben vergeben, der 2013 bei der Verleihung der Goldenen Kamera mit der Lilli Palmer & Curd Jürgens Gedächtniskamera als bester Nachwuchsdarsteller ausgezeichnet wurde. Von der Groeben verkörpert im Film den „Anführer“ Danger, während Jella Haase die Schülerin Chantal Ackermann darstellt. Sie wurde 2011 mit dem Bayerischen Filmpreis als beste Nachwuchsschauspielerin und 2013 beim Studio Hamburg Nachwuchspreis mit dem Günter-Strack-Fernsehpreis als beste Schauspielerin ausgezeichnet.

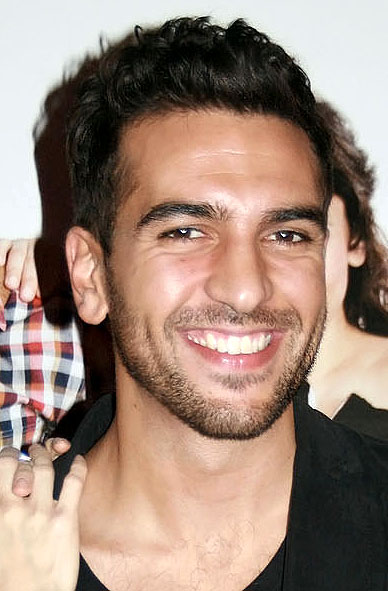
Elyas M’Barek
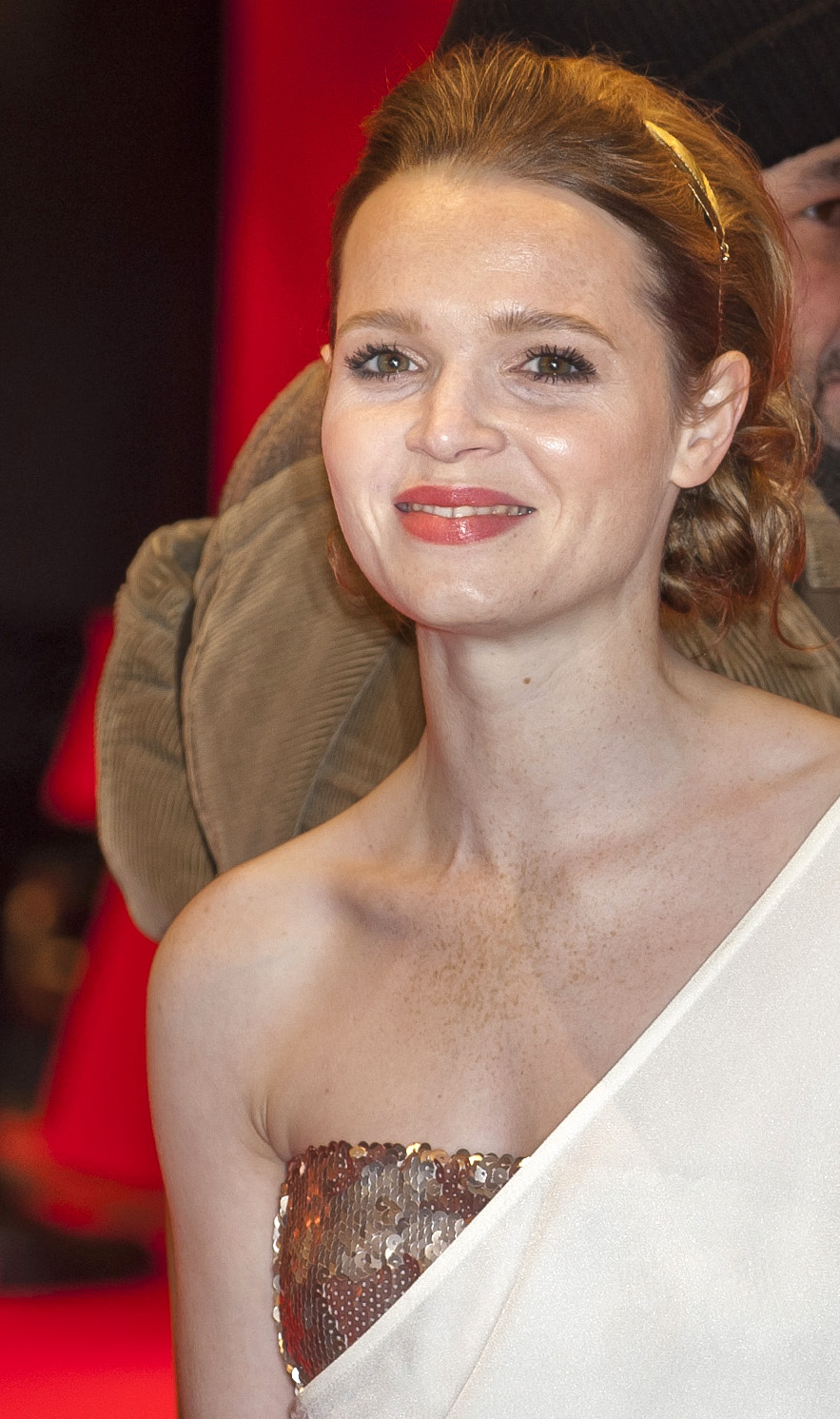
Karoline Herfurth
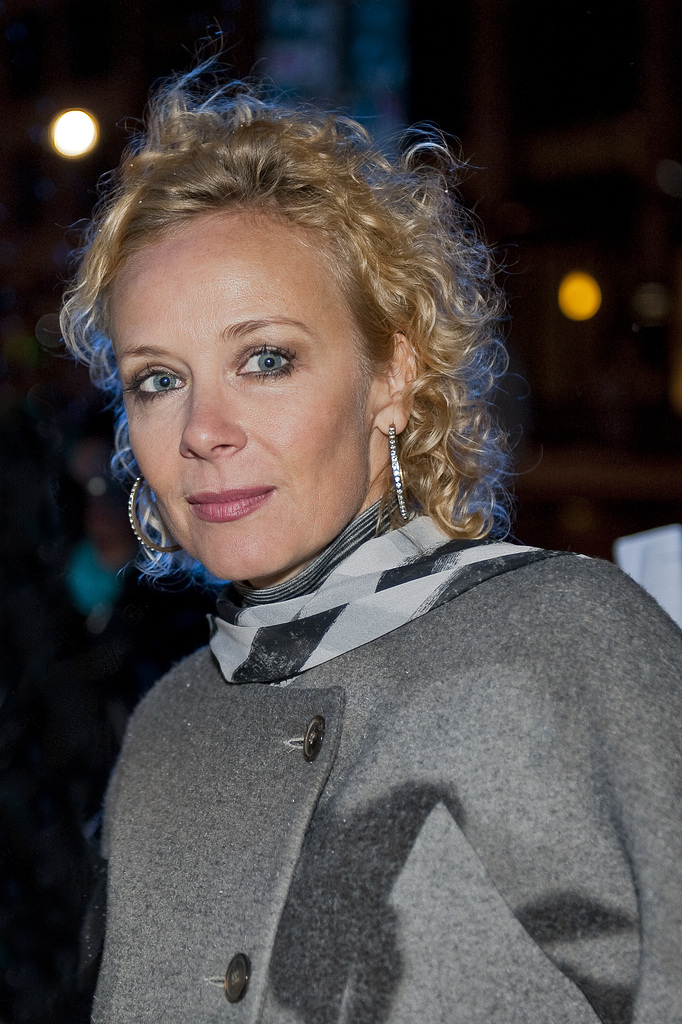
Katja Riemann
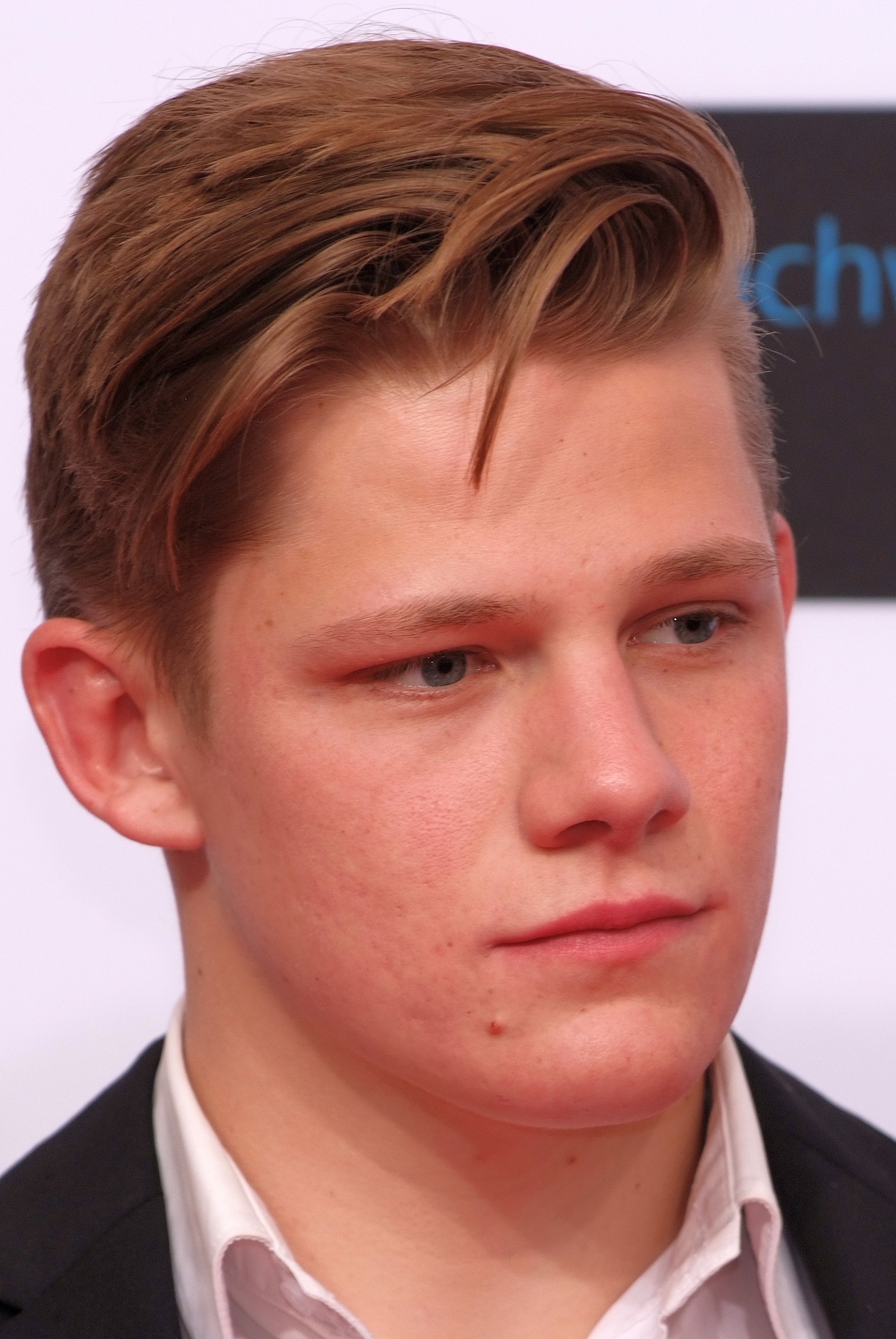
Max von der Groeben
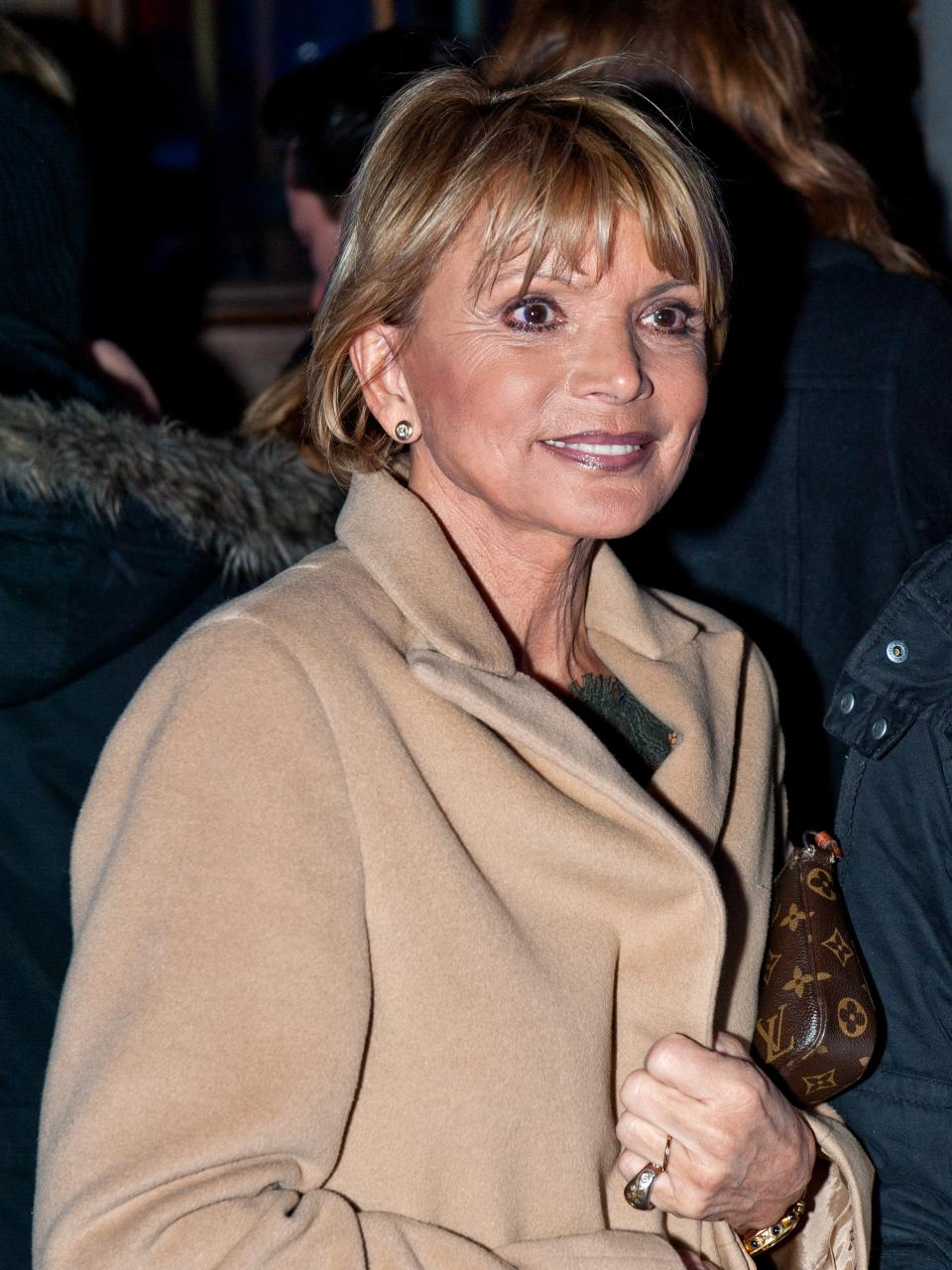
Uschi Glas

### Dreharbeiten

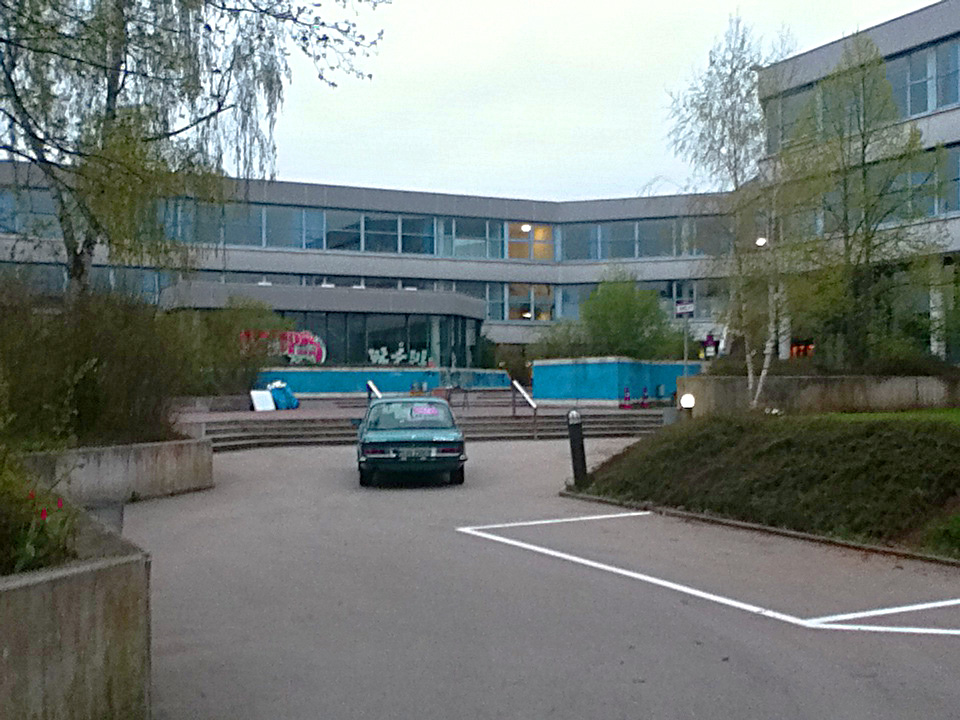
Lise-Meitner-Gymnasium Unterhaching am ersten Drehtag

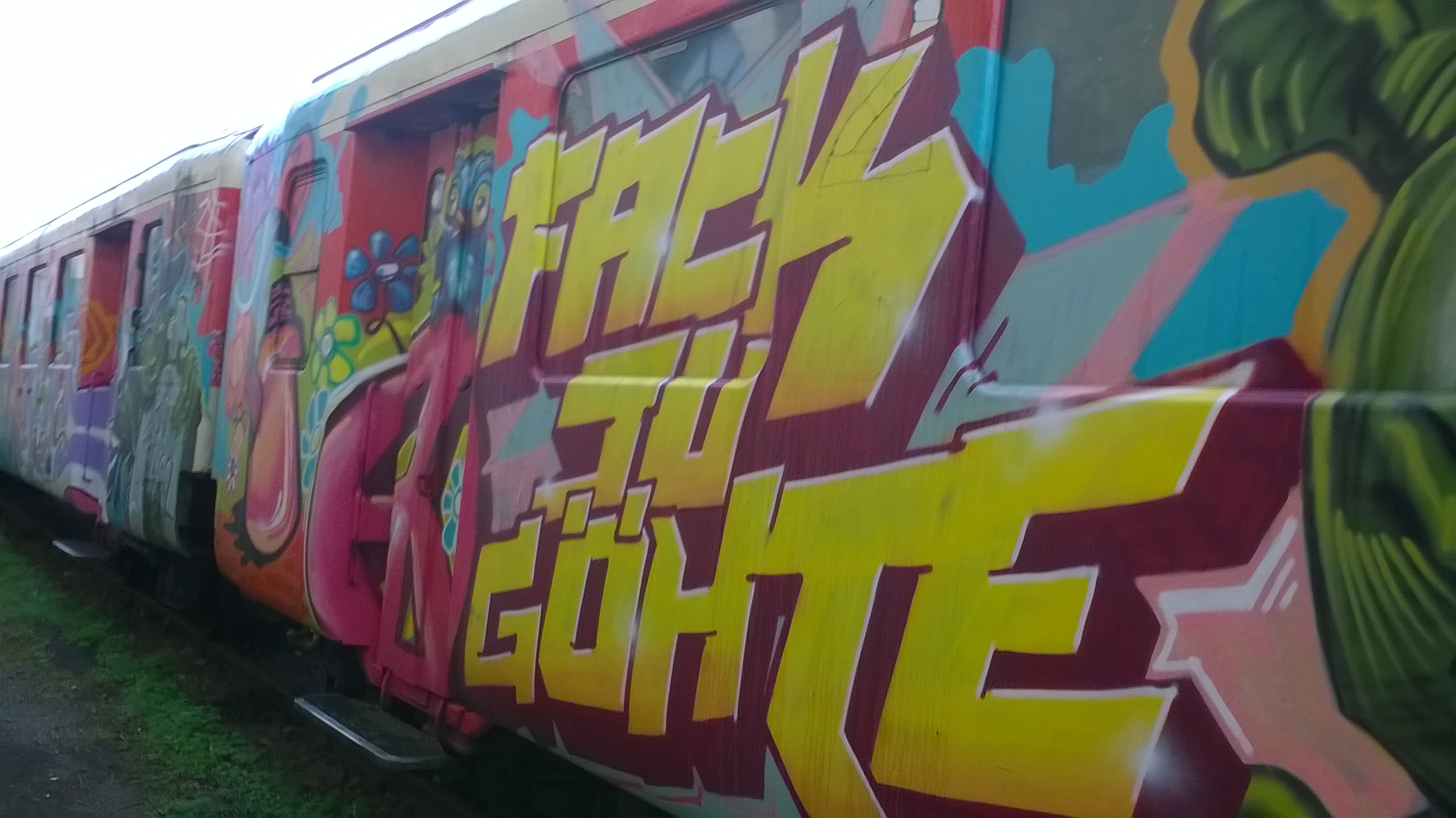
Mit Graffiti bemalte ehemalige ÖBB-Waggons im Bahnbetriebswerk Augsburg

Gedreht wurde hauptsächlich in München und Berlin. Die Eisenbahnszenen wurden im Bahnbetriebswerk Augsburg gedreht, der fahrende Zug zwischen dem BW Augsburg und dem Augsburger Hbf. Aufgrund der großen Eingangshalle, der Fensterfronten und Galerien entschied man sich für das Lise-Meitner-Gymnasium Unterhaching als Kulisse für die Goethe-Gesamtschule. Die Schule wurde für den Film teilweise mit Graffiti besprüht und viele Schüler wirkten als Statisten mit. Der Klassenraum der im Film gefürchteten 10b wurde aufgrund derber Streiche durch einen zweiten Boden und zusätzlich eingebaute Wände geschützt. Nach dem Ende der Dreharbeiten stellte man den ursprünglichen Zustand des Gymnasiums wieder her. Die Schule war bereits in Schule, der Literaturverfilmung Die Wolke oder in der ZDF-Fernsehserie Klimawechsel zu sehen. In Berlin wurde u. a. am Kurfürstendamm und in einem Plattenbauviertel im Bezirk Neukölln gedreht. Außerdem entstanden Schwimmbadszenen in der Sport- und Lehrschwimmhalle in Berlin-Schöneberg, des Weiteren wurden auch Szenen im Münchner Südbad gedreht. Der Schulausflug auf einen Bauernhof im Film wurde auf dem Erlebnis Bauernhof im oberbayerischen Oberlaus bei Feldkirchen-Westerham gedreht. Die Table-Dance-Bar wurde in der Großraumdisco Klangwelt in München eingerichtet. Die Szenen im Gefängnis wurden in einem ehemaligen DDR-Gefängnis in der Berliner Keibelstraße gedreht.
Die Dreharbeiten begannen am 28. April 2013 und dauerten 41 Tage.

### Veröffentlichung
Am 28. Juli 2013 wurden vier Teaser veröffentlicht, am 10. Oktober 2013 erschien der offizielle Kinotrailer und am 29. Oktober 2013 war die Premiere im Mathäser-Kino in München. Am 2. November 2013 startete eine einwöchige Kinotour durch Deutschland und Österreich mit Bora Dagtekin, Elyas M’Barek und Karoline Herfurth, bevor der Film am 7. November 2013 in den deutschen Kinos startete. In Deutschland gehörten zu den 25 angesetzten Städten u. a. Berlin, Cottbus, Dortmund, Hamburg, Karlsruhe, Köln, Leipzig und Nürnberg. In Österreich wurden Linz, Salzburg und Wien besucht.
Der Film wurde in 17 Tagen nach Kinostart von 3 Mio. Kinobesuchern gesehen und erwies sich somit in kürzester Zeit als erfolgreichster deutscher Kinofilm des Jahres. Im Jahr 2013 wurden bundesweit 5.622.273 Besucher an den deutschen Kinokassen gezählt. Bis zum 8. November 2015 wurden 7.394.469 Besucher gezählt. Der Film belegt damit nach Besucherzahlen Platz 1 in seinem Erscheinungsjahr sowie den 5. Platz der erfolgreichsten deutschen Filme in der Bundesrepublik seit 1968. Das internationale Einspielergebnis liegt bei über 72 Mio. Euro.
Im Januar 2014 wurde bekannt, dass der Film zur internationalen Veröffentlichung unter dem Namen Suck Me Shakespeer angeboten werden soll.
Die Free-TV-Premiere des Kinofilms erfolgte im deutschsprachigen Raum am 25. September 2016 im SRF zwei und auf ORF eins bzw. am 9. Oktober 2016 auf ProSieben.

## Streit um Markenrechte
Die Constantin Film Produktion GmbH wollte den Filmtitel 2015 beim Europäischen Markenamt (EUIPO) europaweit als Marke für verschiedene Merchandising-Artikel eintragen lassen (unter anderem für Körperpflegeprodukte, Schmuck und Kleidung). Gegen die Zurückweisung der Anmeldung vom 25. September 2015 legte das Unternehmen Beschwerde ein. Die Fünfte Beschwerdekammer des EUIPO lehnte den Antrag mit der Entscheidung vom 1. Dezember 2016 mit der Begründung ab, die Bezeichnung „Fack Ju Göhte“ verstoße gegen die guten Sitten.
Die hiergegen beim Gericht der Europäischen Union erhobene Klage wurde mit Urteil vom 24. Januar 2018 abgewiesen. Das Gericht bestätigte im Wesentlichen die Entscheidung des Amtes. Das Gericht führte in den Urteilsgründen aus, der durchschnittliche Verbraucher in den deutschsprachigen Ländern der EU werde den Titel mit dem vulgären englischen Ausdruck „fuck you“ und dem fehlerhaft geschriebenen Familiennamen Goethe gleichsetzen, woran viele Verbraucher Anstoß nehmen könnten. Dem stehe auch nicht entgegen, dass der Ausdruck Titel eines Films gewesen sei, den mehrere Millionen Menschen gesehen hatten. Auch wenn „ein Teil der maßgeblichen Verkehrskreise eine äußerst derbe Ausdrucksweise für akzeptabel halten mag“, reiche dies für sich genommen noch nicht aus, „um diese Wahrnehmung als die maßgebliche anzusehen.“
Die Constantin Film rief gegen dieses Urteil den Europäischen Gerichtshof an. Dieser hob mit Urteil vom 27. Februar 2020 die Entscheidungen des Gerichts der Europäischen Union sowie des EUIPO auf. Als Grund gab der EuGH an, dass nicht hinreichend berücksichtigt wurde, dass die Filmtitel von der „deutschsprachigen breiten Öffentlichkeit nicht als moralisch verwerflich wahrgenommen“ würden. Nun muss das Europäische Markenamt erneut über die Eintragung als Unionsmarke entscheiden.

## Soundtrack
Zum Filmstart wurde ein Soundtrack mit Musik aus dem Film auf CD veröffentlicht. Neben vielen im Film verwendeten Musikstücken befinden sich auch Teile der Filmmusik von Beckmann und dem Musikproduzenten Djorkaeff auf der CD.
Trackliste
1. „Cheating“ – John Newman
2. „Fack Ju Göhte Beat“ – Djorkaeff & Beatzarre
3. „Error“ – Madeline Juno
4. „Pumpin Blood“ – NoNoNo
5. „Let Her Go“ – Passenger
6. „Hands Around The World“ – Djorkaeff
7. „Benzin Beat“ – Djorkaeff & Beatzarre
8. „Move“ – D/R Period
9. „Brother“ – Smashproof
10. „Ain’t No Fun“ – Nitro
11. „Hey Now“ – Martin Solveig & The Cataracs feat. Kyle
12. „Everybody Talks“ – Neon Trees
13. „Das Ist Pimkie!“ – Beckmann
14. „Dry My Soul“ – Amanda Jenssen
15. „Change Is Gonna Come“ – Olly Murs
16. „What I Go To School For“ – Busted
17. „High Hopes“ – Kodaline
18. „Zeitkapsel“ – Beckmann
19. „Can’t Help“ – Parachute
20. „Deep Diving“ – Thilo Brandt
21. „Klassenzimmer Beat“ – Djorkaeff & Beatzarre
22. „Laura, Sie Redet Mit Dir!“ – Beckmann
23. „Theater Beat“ – Djorkaeff & Beatzarre
24. „Balkan Bachata“ – Clea & Kim
25. „Touch Me (I Want Your Body)“ – Samantha Fox
26. „Cheating“ (Remix) – John Newman

Außerdem wurde die Tritsch-Tratsch-Polka von Johann Strauss verwendet, ist aber nicht auf der Soundtrack-CD enthalten.

## Kritiken
„Bora Dagtekins zweite Kinoregiearbeit ‚Fack ju Göhte‘ ist eine frech-witzige Komödie mit Lachern im Minutentakt, einer Prise Gefühl und glänzenden Darstellern – ganz in der Tradition seines Debüts ‚Türkisch für Anfänger‘.“

„Klar gibt es hier und da ein paar Längen, und es scheint auch obligatorisch zu sein, dass ein deutscher Film ohne abschließende Versöhnung und Zusammenführung aller Charaktere nicht funktionieren kann. Doch wenn man bedenkt, wie genüsslich man in den 120 Minuten unterhalten wurde, fällt das nicht so sehr ins Gewicht.“

„‚Fack ju Göhte‘ ist trotz seiner vorhersehbaren Handlung vor allem dank der temporeichen Inszenierung und spielfreudigen Hauptdarsteller ein erstaunlich kurzweiliger und witziger Film!“

„Als moderne Variante der peinlich unlustigen ‚Pauker‘-Filme lockte ‚Fack ju Göhte‘ ein Millionenpublikum in die Kinos. Aber so schön es ist, dass dieses sich amüsiert hat, (…) ist Bora Dagtekins Film nicht mehr als die heiße Luft, welche die Schüler hier produzieren.“

## Auszeichnungen
- 2014: Bambi in der Kategorie Film National
- 2014: Deutscher Comedypreis für die erfolgreichste Kinokomödie
- 2014: Jupiter in den Kategorien Bester deutscher Film und Erfolgreichster deutscher Film
- 2014: Publikumspreis des Bayerischen Filmpreises 2013[22]
- 2014: Bogey Award in Platin für 5 Millionen Kinobesucher in 50 Tagen[23]
- 2014: Goldene Leinwand mit Stern für mehr als 6 Millionen Kinobesucher[24]
- 2014: Nominierung beim Deutschen Filmpreis in der Kategorie „Bestes Drehbuch“
- 2014: Nominierungen beim Deutschen Filmpreis für Jella Haase und Katja Riemann in der Kategorie „Beste darstellerische Leistung – weibliche Nebenrolle“
- 2014: Sonderpreis beim New Faces Award für die Produzenten Lena Schömann und Christian Becker.
- 2014: Deutscher Filmpreis für den besucherstärksten Film des Jahres
- 2015: Nominierung in der Kategorie Kino des deutschen Hörfilmpreises für die von Ari Mog gesprochene Audiodeskription[25][26]

## Fortsetzungen
Nach dem Erfolg des Films erschien 2015 der Nachfolger Fack ju Göhte 2. Am 26. Oktober 2017 lief als dritter und letzter Teil der als „Final Fack“ titulierte Fack ju Göhte 3 an.

## Musical
Am 21. Januar 2018 hatte die Musicaladaption Fack ju Göhte – Das Musical in München Premiere. Das von Stage Entertainment produzierte Musical wurde von Simon Triebel, Nicolas Rebscher und Kevin Schroeder verfasst und war die erste Inszenierung im neuen Theater Werk 7 im Osten der Stadt. Das Musical wurde bis zum 9. September 2018 gezeigt. In den Hauptrollen waren Max Hemmersdorfer (Januar bis Mai 2018) und Daron Yates (Mai bis September 2018) als Zeki Müller sowie Johanna Spantzel als Lisi Schnabelstedt zu sehen.

## Hörspiel
- 2013: Fack Ju Göhte (Jumbo Neue Medien, 2 CDs)

## Remake
Eine Neuverfilmung von „Fack ju Göhte“ in spanischer Sprache ist der 2016 gedrehte mexikanische Film „No Manches Frida“ des spanischen Regisseurs Nacho G. Velilla. Martha Higareda war Produzentin des Films, sie spielte auch die weibliche Hauptrolle. Neben ihr ist Omar Chaparro zu sehen. 
Der Titel bezieht sich auf eine nach Frida Kahlo benannte Schule, an der das Remake spielt.